# Kong Valdemars Jordebog
Kong Valdemars Jordebog er den gængse betegnelse for en gruppe tekster fra det 13. århundrede, Valdemar Sejrs tid. Teksterne er den første art matrikulation af kongens ejendom. Jordebogen er som tekst-empirisk kildemateriale et værdifuldt grundlag for stednavneforskningen og i den historiske tradition er jordebogen også set som et vidnesbyrd på en embedsadministration.
Teksterne er part af et større håndskrift, manuskriptet »Codex Holmiensis A 41«. I Danmark blev jordebogen først publiceret af P.F. Suhm 1792 under titelen Liber census Daniæ (dansk: Danske skattebog), og det er skat og matrikulation, der traditionelt danner rammen for forståelsen af jordebogens indhold. I artiklen følges O. Nielsens tekstafgrænsning, publiceret 1873. Samme afgrænsning genfindes i den seneste udgave, ved Svend Aakjær (1943).

## Jordebogens indhold
Sammenlignet med samlingsbindets øvrige tekstdele er jordebogens tekster for det meste karakteriserbare som regnskaber, og fortrinsvis bestående af navneord og tal, dvs. romertal. Inden for denne typologi er der tydeligt markerede og indholdsmæssigt forskellige afsnit, men desværre findes der ikke en forklaring på motiv.
Sandsynligvis er afsnittene i "Kong Valdemars Jordebog" først sammenstykket ved afskriftens tilblivelse ca. år 1300. De oprindelige tekststykker (der altså ikke er bevaret) er dateret forskelligt, men menes generelt at stamme fra perioden 1231-1265. Ifølge Marius Kristensen synes "Broderlisten" at være ældre, fra omkring år 1200, mens Oluf Nielsen også nævner "Femernlisten" som ældre.
Jordebogens enkelte afsnit har en selvstændig karakter, og det er ikke sjældent de enkelte afsnit der skrives om eller refereres til. Til gengæld har der gennem tiden været forskellige konstruktioner af jordebogen, der som sagt ikke er en selvstændig tekst. En gængs afgrænsning til de omgivende tekster i samlingsbindet foreligger først med O. Nielsens udgave fra 1873.

### Tekstens særpræg
Teksten som helhed har ikke meget syntaks, i lighed med nogle andre tidstypiske tekst-typer: Kongerækker, paverækker og dødebøger samt til dels også kalendarier og annaler.[kilde mangler] Som jordebog er teksten snarere atypisk, det er som nævnt en moderne konstrueret tekstsamling.
Specielle tekstelementer er to symboler der minder om versalerne F og C (herefter refereret som så), varierende farvelægning af disse og initialerne af det følgende stednavn. Tekstfordelingen på den enkelte side skrives ofte i 2-3 kolonner. Sproget er overvejende holdt i latin, mens stednavne er på dansk.
Navneordene er hovedsageligt stednavne, personnavne og termer for mønt, mål og vægt.

#### Tekstens afsnit
Der er 17 afsnit i teksten, følgende Kromans oversigt. Afsnitsinddelingen og deres titler er nogenlunde gængse, men forekommer ikke i manuskriptet. Ifølge O. Nielsen er det kun de tre første afsnit der egentlig harmonerer med bogtitelen "Kong Valdemars Jordebog".
(1.) "Kongens Jordebog", "hovedstykket"
Den indledende overskrift er "Jylland" (eller faktisk Iucia) med undertitelen Faktum det Herrens år 1231 er dette skrevet. Listen optegner især stednavne, men også personnavne. Afsnittet er generelt skrevet som en tabularisk oversigt i to kolonner.
Versalen F markerer et syssel (olddansk:susæl) eller en landsdel: Vtland (frisisk område), Feonia, Alsæ, Ærræ, Thosland (Tåsinge), Langeland, Laland, Falstria, Syaland, Møn, Scaniæ, Halland, Blekyng
Versalen C er skrevet med lidt mindre skrift og markerer et herred i teksten forkortet hr, men bruges også i flæng enkelte steder. Afsnittet består hovedsageligt af linjer indledt med versalen C, men brydes et par gange i denne opstilling fx for Ditmarsken, der står på en side for sig, fulgt af en blank side. Lignende eksempler er optegnelsen om Hjulby på Fyn og tilføjelsen til Hindsholm også på Fyn. "Hovedstykket"s oplysninger har også et variant indhold - se følgende afsnit Enkelte teksteksempler.
(2.) "Kronens jordebog", "Kongelevlisten"
Afsnittet er konsekvent holdt i tre kolonner og med en indledende sætning skrevet uden særlig markering: "Dette hører til kununglef i Jylland" (latin: Ista pertinent ad kununglef in iucia)
Versalen F markerer selandia, scania og blekyngh
Versalen C er skrevet lidt mindre og markerer (før Sjælland) feonia, laland, falstria, alsia, ærræ, (efter Blekinge) hallandia, thosland, langeland, Ymbræ (Femern), Rø (Rygen) og Burghændeholm (Bornholm)
(3.) "Ølisten"
Afsnittet indledes med den umarkerede sætning "Her er ø-navnene" (latin: Hec sunt nomina insularu) og er holdt i to kolonner på de to første sider og tre på den sidste fulde side.
Versalen F markerer Vvæstænland og betegner iflg. Nielsen området vest for Jylland. Teksten består altovervejende af ønavne, dyrenavne samt 'hus', nogen gange forkortet h, og 'clostær'. Dyrenavnene er: da (då), ra (rå), hiort, hio, haræ, har, marth (mår), æbin (egern?), hors (hest).
Af de øvrige afsnit nævnes her:
(4.) "Kongens vintergæsteri", "Natholdslisten", "Vinternatholdslisten"
Afsnittet er skrevet ud i et og indledes uden særlig markering med ordene: "Kongens vintergæsteri er i to nætter" (latin: Procuracio hiemalis dni regis est de dua noctibus). Sidste del af "Ølisten" når halvvejs ned på første side, men "Kongens vintergæsteri" starter alligevel øverst på siden, og skrives først i fuld bredde efter "Ølisten"s sidste linje.
Afsnittet opremser diverse fødevarer - grise, okser, får, høns, salt, sild, ost, smør, malt, porse, peber og kommen - men også pengebeløb til diverse stillinger, herunder drot, marsk og skænk (latin: dapifero, marscalco, pincerne).
(5.) "Hallandslisten"
Afsnittet her består af underafsnit med nogen syntaks og skrevet ud i sidens fulde bredde, men stadig meget liste-agtig. Afsnittet indledes med: Her er de indtægter i Halland der hører til kongens dominium. (latin: Hii sunt reddit in hallandia prtinentes ad dnm rege).
Versalen F bruges på listens første side og markerer en landsdel: Fyæræ, Vviskærdal. Stednavnene er senere kendt som herreder, og Nielsen angiver i oversættelsen her Fjære herred og Viske herred.
Versalen C bruges på listens to næste sider og markerer et herred eller en landsdel: Henøflæ (Himle herred, som ovenfor). "Hallandslisten" afsluttes med to resumerende underafsnit, der markeres af versalen C.
Teksten domineres af navneord og specielt naturalie specificeringer.
Naturalierne omfatter: frumenti, ordeo, auene (korn, byg, havre), boues, porcos, oues, gallinam, anserem (okse, svin, får, høne, gås), pisces, salmones (fisk, laks), brasei, pernas, butiri, casei, mellis, wadmal, sale (malt, flæsk, smør, ost, honning, vadmel, salt).
Termerne omfatter (eksklusiv for mønt, mål og vægt): incolis, rustici, colonis (indbygger, bonde, landboer/fæstebonde); mansio, molendino, foro, opidis, opida siluestria, prouincia (gård, mølle, torve(rettighed), byer, skovbyer, herred); nauis (skib/skibsrede); danske termer: hafnæ, quærsæt (havne og kværsæde); warstudh, warstuth, wintærstud, winterstudh, wintærstudh (vårstud og vinterstud). Den latinske term dominum oversættes ikke, men indikerer ifølge sammenhængen her jordbesiddelse. Personnavne forekommer i relation til skibene, ex. "Nauigium thorlaci" (dansk: Thorlaks skib).
(6.) "Hallands grænser"
Afsnittet er skrevet på dansk. Det indledes med versalen F og ordene "Landæmærkæ byrius i" hvorefter følger et stednavn - "byrius" oversættes med 'begynde'. Teksten er skrevet ud i et og er jordebogens mest syntaksfattige del, så at teksten herefter består af stednavne og 'i'; ex i fiæræ. i klæuræås etc. Versalen C markerer et herred og et nyt underafsnit.
(7.) Skødenotitser mm. vedrørende Halland, "Hallands grænseregulering", "Hallandske adkomster"
Afsnittet er på latin og er et af jordebogens mere syntaksprægede tekststykker og heller ikke tabularisk opsat.
Versalen F markerer stykkets begyndelse og den første skødenotits.
Linjeskift med foranstillet versal C markerer de følgende skødenotitser. Dog forekommer et enkelt indskudt versal C.
I dette afsnit er der 34 personnavne, heriblandt kong Valdemar, kong Kristoffer og hertug Knud, mens resten ikke bærer nogen titel. Listens ene kvindenavn Gundbiør tilhører en jordbesidder.
(9.) "Falsterlisten"
Afsnittet indledes med "Beskrivelse af en vis del af Falster" (latin: Descripcio cuiusdam partis falstrie). Listen optegner både personnavne og stednavne.
Versalen F markerer optegnelsernes begyndelse.
Afsnittet har markerede linjeskift med foranstillet versal C efterfulgt af stednavn. Optegnelsen er ikke umiddelbart tabularisk da versalen C også forekommer i den løbende tekst - se også Enkelte teksteksempler.
Følgende lister hører til de unummererede læg:
(14.) "Estlandslisten"
Teksten er ordnet tabularisk, men også meget skiftende: Indtrykket er at optegnelserne forekommer i klynger. Versalerne F og C forekommer enkelte steder. Teksten består overvejende af stednavne og personnavne og mangler generelt både syntaks og terminologi.
De gennemgående termer er parochia, rex, monachi, dominus: Sogn, konge, munk. Dominus er oversat med "Hr.".
(17.) "Broderlisten", "Broderskabslisten"
Teksten er holdt i to kolonner på nær den sidste side, hvor teksten er skrevet i fuld sidebredde. Listen består af stednavne, personnavne, embedstitler og betegnelsen 'brødre' (latin: fratres)
Embedstitlerne omfatter: Episcopus, Prepositus (bisp,provst); rex, marscalcus, cancellarius, camerarius (konge, marsk, kansler, kammermester). Den eneste almindelige syntaks-konstruktion er isti tres fratres (her tre brødre), der kun forekommer en enkelt gang.
Listen indeholder 215 personnavne fra Jyllands sysler samt Fyn og Sjælland. 50 navne på listen afspejler kristendommens indflydelse; heraf hed de 18 Niels (Nigles, Nicgles, Nicles - Sankt Nikolaus), 16 hed Peter (Peter, Pæter - Apostlen Peter) og otte hed Johannes/Jon (Iones, Ion - Apostlen Johannes). Ifølge Kristian Hald omfattede Istedsyssel det frisiske område, og her findes også frisiske og saksiske navne som Occa, Poppo, Wirik, Liæf, Folklef, Radolf.
Oprindeligt kildemateriale dokumenterer flere af grupperne består af biologisk beslægtede brødre. Det mest tankevækkende i "Broderlisten" er måske motivet for den oprindelige optegnelse, dels dens indføjelse i »Codex Holmiensis A41«. Med udgangspunkt i hird-betegnelsen fandt T.E. Christiansen et holdepunkt for beskrivelsen af "Broderlisten". I 2006 blev listen beskrevet i projekt-temaet "Danske korstog i middelalderen" ved Syddansk Universitetscenter.
De øvrige lister er: læg 18 (8.) Optegnelse om det gods Haquinus Palnesøn tilskødede kong Christoffer; (10.) Lollandslisten; (11.) Femernlisten; læg 6-8 (12.) Indtægtslisten; (13.) den mindre Estlandsliste og de preussiske provinser; (15.) Plovtalslisten; (16.) Bylisten.
Købstadslisten
Listen udgør en enkelt side i bogen og omfatter 19 byer på Sjælland, Lolland og Falster og deres skattebetaling: 
- Vordingborg
- [Store] Heddinge
- Roskilde
- Slangerup
- Helsingør
- Skibby
- Stigsborg [Stigs Bjergby?]
- Holbæk
- Ringsted
- Næstved
- Skælskør
- Slagelse
- Kalundborg
- København
- Søborg
- Nakskov
- Nykøbing [Falster]
- Sakskøbing
- Høgekøbing [Stubbekøbing?]

### Enkelte teksteksempler
Her nogle teksteksempler, ifølge med O. Nielsens udgave 1873, med sidetal yderst til højre. Kantede parenteser angiver hvor Nielsen har markeret en tilføjelse til den oprindelige tekst, og (...) markerer at teksteksemplet er forkortet. I Nielsens oversættelse forekommer stednavne både med de gamle stednavne-betegnelser og i den moderne form (anno 1873), nogle gange først i fodnoterne. I teksteksemplerne er de gamle stednavne-betegnelser bortredigeret, for overskuelighedens skyld, dels er der tilføjet parenteser med forklarende oplysninger. Opstillingen er vejledende.
| \| Iucia \| Iucia \| Jylland \| 1/91 \| \| C Vvinæbiærghr. \| .xxx. mr \| Vennebjerg herred yder 30 mark guld. \| 1/91 \| \| C Hunbiærghr. \| Seruiciu .i. noctis uel .v. mr. anone \| Hunborg herred yder 1 nats gæsteri eller 5 mark korn. \| 1/92 \| \| C Morsø sundræhr. \| .vi. mr arg cu itur i expedicm \| Morsø Sønder herred yder 6 mark sølv når der drages i leding. \| 3/92 \| \| C Hærnburghr. \| Jn brunnu h Rex .xiii. mr auri. \| Hinborg herred. I Brøndby har kongen 13 mark guld. \| 3/93 \| \| C Hethænstathæhr. \| Roldæ fiarthing .xvi. hafne [et] quersæt .viii. arg. C Terra dni regis i rolde vn mans [et] vn qdrans alens .xxvi. m auri. C Jt twefthmark ualet .xiiii. m auri. \| Hinsted herred. Rold fierding 16 havner og i kværsæde 8 mark sølv. Kongens jord i Rold er 1 bol og 1 fjerding, der er vurderet til 26 mark guld. Tveden (i Rold Sogn) er 14 mark guld. \| 6/95 \| \| F Vtland \| F Vtland \| frisisk område \| 18/106 \| \| C Jstas possessiones emit Rex waldemar in thetmærsch de abbate hermanno de hærseueld p .cc. mr argii in comuni placito. C Jn Ciuængehusæ 2 houæ. Jn heem .iij. houæ. Jn crembøl .iij. houæ sup ulram dim mansu. Jn uluersu .v. houæ excepto uno jardæ (..listen fortsætter..) \| C Jstas possessiones emit Rex waldemar in thetmærsch de abbate hermanno de hærseueld p .cc. mr argii in comuni placito. C Jn Ciuængehusæ 2 houæ. Jn heem .iij. houæ. Jn crembøl .iij. houæ sup ulram dim mansu. Jn uluersu .v. houæ excepto uno jardæ (..listen fortsætter..) \| Disse ejendomme købte kong Valdemar II i Ditmarsken af abbed Herman i Harsefeld (de) for 200 mark sølv på 'det almindelige ting'. I Senhusen 2 hufe, i Hemme 3 hufe, i Krempel 3 hufe. Ovenfor Ulra ½ bol. I Wollersum (en kommune i Groven) 5 hufe, fradraget 1 yard (..listen fortsætter..) \| 20/107 \| \| F Feonia \| F Feonia \| Fyn \| 22/107 \| \| C Salænghr. Foburgh. \| Seruicu .iiij. noctiu. Horn cu attin suis ual .xxx. mr auri. Swanæwich. .ij. partes. Dighærnæs. \| Sallinge herred yder 4 nætters gæsteri. Fåborg. Horne med sit tilliggende er vurderet til 30 mark guld. 2 dele af Svanninge [sogn og by]. Diernisse. \| 22/108 \| \| F Falstria \| F Falstria \| Falster \| 29/112 \| \| \| Falstria \| (Falster) \| 30/ \| \| \| Nørræhr. \| Nørre herred \| 30/113 \| \| \| Babæthorp hab hænrich bowith [sun] ad ualore .x. mr. Ite in Eskisthorp. Thord skauæ [et] hacon utlændning duas mansiones ad .iij. mr. Ite in brænningy maklæ hakon uplændning. ad una mr. Ite esbiorn dræg ibide ad .ij. mr. Ite in gundrizlef maklæ thord scauæ tram .xii. ora in censu. Ite in sulæthorp. hænrich bowith [sun] ad .ii. mr. Ite in nubølæ. kietil Gyuræth [sun] ad .iii. mr. Ite in bosæthorp. Bo hosæ ad .iii. mr.(...) \| Bårup har Henrik Bovithson, vurderet til 10 mark. Eskildstrup har Thord Scauæ og Hakon Uplænding 2 gårde til 3 marks vurdering. I Maglebrænde har Hakon Uplænding jord til 1 marks vurdering, Esbjørn Dræg en jord til 2 mark. Gundslevmagle (i Torkilstrup Sogn) har Thord Scauæ 12 øre jord i skyld. I Sullerup (i Torkilstrup Sogn) har Henrik Bovithson jord til 2 marks skyld. I Nybøllegård (i Nørre Kirkeby Sogn) har Ketil Gyridsson jord til 3 marks vurdering. I Bosæthorp (nedlagt 1354) har Bo Hosæ jord til 3 mark. \| 30/113 \| \| F Syaland \| F Syaland \| Sjælland \| 32/114 \| \| C Løghr. \| xl mr Magnus af Ølbu mr arg anuati. Dns rex habet trciam in rethærsø que est de sua acquisicone. Reliquu est konuglef. Jte una curia que dicit hals. cca mr auri. \| Løve herred 40 mark. Magnus af Ølby yder 1 mark sølv om året. Kongen har 1/3 del af Rersø som han har erhvervet sig, det øvrige er konunglef. En gård, som kaldes Hals (Halsnæs), er omtrent 1 mark guld. \| 33/116 \| \| C Arfshr. \| Seruiciu duaru noctiu. cu angxethorp [et suis] attinentib. Jte de uno molendino iux angxethorp .xii. mr puri i maiori ponde. [et] de alio molendino iuxta eande uillam .ii. mr annone [et] .vi. or arg. \| Ars herred 2 nætters gæsteri tilligemed Agnsøgård og dens tilligende. En mølle ved Agnsøgård yder 12 mark rent sølv i den store vægt og af en anden mølle nærved samme by ydes 2 mark korn(årligt) og 6 ører sølv. \| 33/116 \| \| Kalundæburg. \| valet .xxx. mr puri. Jte Røhsnæs ualet .xx. mr puri [et] .x. ad edificandum domos. Jte in Wiskyngy .xvi. mr puri. Hec sunt attinencia Wiskingy Jbidem sunt in censu .iiii. mr .vi. sol' min [et] dim. De eodem soluunt .x. ore anone .i. sol' min. [et] .ii. mr den. [et] .x. sol' [et] dim. Jte in tota tra possunt seminari .viii. mr [et] dim [et] .ii. sol' [et] dim anone. Jtem ibide possunt habe ri .dc. [et] xxiiij. plaustta feni. Jtem in ornumæ possut seminari simul duob annis .v. mr anone. [sed] in tcio anno erit in pascua pecor. Jtem in alio ornumæ possut seminari .xiij. sol' anone [et] falcari .c. plaustta feni. Jtem in dagthorp e tra .xvi. sol' in censu. Jbi possu seminari .xv. ore anone [et] falcari .xxx. plaustta feni.(...) \| Kalundborg yder 30 mark rent sølv. Røsnæs yder 20 mark rent sølv og 10 mark til at bygge huse for. Af Viskinde 16 mark rent sølv. Dette er det der ligger til Viskinde: Der er 3 mark 17½ skilling (??) jord(skyld), af hvilken ydes 9 øre korn (årligt) [og 2 ørtug] (?) og 2 mark 10½ solidus penninge. I hele jorden kan såes 8½ mark og 2½ ørtug (solidus) korn (årligt), og kan avles 624 læs hø. I et ornum kan sås i 2 år tilsammen 5 mark korn (årligt), men det tredje år ligger det ud til græsgang. I et andet ornum kan sås 13 ørtug (solidus) korn (årligt) og avles 100 læs hø. (falcari er ikke oversat) I Dagerup (i Bjergsted Sogn) er 16 skillings (solidus) jord(skyld) og der kan sås 15 ører korn (årligt) og der kan avles 30 læs hø. (falcari er ikke oversat)(...) \| 33-34/116 \| \| C Strøhr. \| .c. mr puri. \| Strø herred 100 mark rent sølv \| 35/117 \| \| C Lyunghr. \| Seruiciu duaru noctiu. \| Lynge herred yder 2 nætters gæsteri. \| 35/117 \| | | |           |
| Iucia | Iucia | Jylland | 1/91      |
| C Vvinæbiærghr. | .xxx. mr | Vennebjerg herred yder 30 mark guld. | 1/91      |
| C Hunbiærghr. | Seruiciu .i. noctis uel .v. mr. anone | Hunborg herred yder 1 nats gæsteri eller 5 mark korn. | 1/92      |
| C Morsø sundræhr. | .vi. mr arg cu itur i expedicm | Morsø Sønder herred yder 6 mark sølv når der drages i leding. | 3/92      |
| C Hærnburghr. | Jn brunnu h Rex .xiii. mr auri. | Hinborg herred. I Brøndby har kongen 13 mark guld. | 3/93      |
| C Hethænstathæhr. | Roldæ fiarthing .xvi. hafne [et] quersæt .viii. arg. C Terra dni regis i rolde vn mans [et] vn qdrans alens .xxvi. m auri. C Jt twefthmark ualet .xiiii. m auri. | Hinsted herred. Rold fierding 16 havner og i kværsæde 8 mark sølv. Kongens jord i Rold er 1 bol og 1 fjerding, der er vurderet til 26 mark guld. Tveden (i Rold Sogn) er 14 mark guld. | 6/95      |
| F Vtland | F Vtland | frisisk område | 18/106    |
| C Jstas possessiones emit Rex waldemar in thetmærsch de abbate hermanno de hærseueld p .cc. mr argii in comuni placito. C Jn Ciuængehusæ 2 houæ. Jn heem .iij. houæ. Jn crembøl .iij. houæ sup ulram dim mansu. Jn uluersu .v. houæ excepto uno jardæ (..listen fortsætter..) | C Jstas possessiones emit Rex waldemar in thetmærsch de abbate hermanno de hærseueld p .cc. mr argii in comuni placito. C Jn Ciuængehusæ 2 houæ. Jn heem .iij. houæ. Jn crembøl .iij. houæ sup ulram dim mansu. Jn uluersu .v. houæ excepto uno jardæ (..listen fortsætter..) | Disse ejendomme købte kong Valdemar II i Ditmarsken af abbed Herman i Harsefeld (de) for 200 mark sølv på 'det almindelige ting'. I Senhusen 2 hufe, i Hemme 3 hufe, i Krempel 3 hufe. Ovenfor Ulra ½ bol. I Wollersum (en kommune i Groven) 5 hufe, fradraget 1 yard (..listen fortsætter..) | 20/107    |
| F Feonia | F Feonia | Fyn | 22/107    |
| C Salænghr. Foburgh. | Seruicu .iiij. noctiu. Horn cu attin suis ual .xxx. mr auri. Swanæwich. .ij. partes. Dighærnæs. | Sallinge herred yder 4 nætters gæsteri. Fåborg. Horne med sit tilliggende er vurderet til 30 mark guld. 2 dele af Svanninge [sogn og by]. Diernisse. | 22/108    |
| F Falstria | F Falstria | Falster | 29/112    |
| | Falstria | (Falster) | 30/       |
| | Nørræhr. | Nørre herred | 30/113    |
| | Babæthorp hab hænrich bowith [sun] ad ualore .x. mr. Ite in Eskisthorp. Thord skauæ [et] hacon utlændning duas mansiones ad .iij. mr. Ite in brænningy maklæ hakon uplændning. ad una mr. Ite esbiorn dræg ibide ad .ij. mr. Ite in gundrizlef maklæ thord scauæ tram .xii. ora in censu. Ite in sulæthorp. hænrich bowith [sun] ad .ii. mr. Ite in nubølæ. kietil Gyuræth [sun] ad .iii. mr. Ite in bosæthorp. Bo hosæ ad .iii. mr.(...) | Bårup har Henrik Bovithson, vurderet til 10 mark. Eskildstrup har Thord Scauæ og Hakon Uplænding 2 gårde til 3 marks vurdering. I Maglebrænde har Hakon Uplænding jord til 1 marks vurdering, Esbjørn Dræg en jord til 2 mark. Gundslevmagle (i Torkilstrup Sogn) har Thord Scauæ 12 øre jord i skyld. I Sullerup (i Torkilstrup Sogn) har Henrik Bovithson jord til 2 marks skyld. I Nybøllegård (i Nørre Kirkeby Sogn) har Ketil Gyridsson jord til 3 marks vurdering. I Bosæthorp (nedlagt 1354) har Bo Hosæ jord til 3 mark. | 30/113    |
| F Syaland | F Syaland | Sjælland | 32/114    |
| C Løghr. | xl mr Magnus af Ølbu mr arg anuati. Dns rex habet trciam in rethærsø que est de sua acquisicone. Reliquu est konuglef. Jte una curia que dicit hals. cca mr auri. | Løve herred 40 mark. Magnus af Ølby yder 1 mark sølv om året. Kongen har 1/3 del af Rersø som han har erhvervet sig, det øvrige er konunglef. En gård, som kaldes Hals (Halsnæs), er omtrent 1 mark guld. | 33/116    |
| C Arfshr. | Seruiciu duaru noctiu. cu angxethorp [et suis] attinentib. Jte de uno molendino iux angxethorp .xii. mr puri i maiori ponde. [et] de alio molendino iuxta eande uillam .ii. mr annone [et] .vi. or arg. | Ars herred 2 nætters gæsteri tilligemed Agnsøgård og dens tilligende. En mølle ved Agnsøgård yder 12 mark rent sølv i den store vægt og af en anden mølle nærved samme by ydes 2 mark korn(årligt) og 6 ører sølv. | 33/116    |
| Kalundæburg. | valet .xxx. mr puri. Jte Røhsnæs ualet .xx. mr puri [et] .x. ad edificandum domos. Jte in Wiskyngy .xvi. mr puri. Hec sunt attinencia Wiskingy Jbidem sunt in censu .iiii. mr .vi. sol' min [et] dim. De eodem soluunt .x. ore anone .i. sol' min. [et] .ii. mr den. [et] .x. sol' [et] dim. Jte in tota tra possunt seminari .viii. mr [et] dim [et] .ii. sol' [et] dim anone. Jtem ibide possunt habe ri .dc. [et] xxiiij. plaustta feni. Jtem in ornumæ possut seminari simul duob annis .v. mr anone. [sed] in tcio anno erit in pascua pecor. Jtem in alio ornumæ possut seminari .xiij. sol' anone [et] falcari .c. plaustta feni. Jtem in dagthorp e tra .xvi. sol' in censu. Jbi possu seminari .xv. ore anone [et] falcari .xxx. plaustta feni.(...) | Kalundborg yder 30 mark rent sølv. Røsnæs yder 20 mark rent sølv og 10 mark til at bygge huse for. Af Viskinde 16 mark rent sølv. Dette er det der ligger til Viskinde: Der er 3 mark 17½ skilling (??) jord(skyld), af hvilken ydes 9 øre korn (årligt) [og 2 ørtug] (?) og 2 mark 10½ solidus penninge. I hele jorden kan såes 8½ mark og 2½ ørtug (solidus) korn (årligt), og kan avles 624 læs hø. I et ornum kan sås i 2 år tilsammen 5 mark korn (årligt), men det tredje år ligger det ud til græsgang. I et andet ornum kan sås 13 ørtug (solidus) korn (årligt) og avles 100 læs hø. (falcari er ikke oversat) I Dagerup (i Bjergsted Sogn) er 16 skillings (solidus) jord(skyld) og der kan sås 15 ører korn (årligt) og der kan avles 30 læs hø. (falcari er ikke oversat)(...) | 33-34/116 |
| C Strøhr. | .c. mr puri. | Strø herred 100 mark rent sølv | 35/117    |
| C Lyunghr. | Seruiciu duaru noctiu. | Lynge herred yder 2 nætters gæsteri. | 35/117    |

| \| Descripcio cuiusdam partis falstria \| Descripcio cuiusdam partis falstria \| Beskrivelse af en vis del af Falster \| 64/154 \| \| F \| Vvalnæs .x. bool .x. mrcar. Rex habet .iij. bool singula riter in silua. [et] viij. in uilla [et] dim. [et] ij. oras. \| Vålse 10 bol på 10 mark. Kongen har 3 bol for sig i skoven og 8 mark 6 ører i byen. \| 64/154 \| \| C \| Withbu nørræ. .ix. bool .xviii. mr. Woghæn h .xvi. sol'. dns Rex .iiij. mr [et] dim or. \| Nørre Vedby 9 bol på 18 mark, Vogn har 16 solidus. Kongen 4 mark og ½ øre. \| 64/154 \| \| C \| Gundræzslef maklæ .x. bool .x. mr. Dns rex ht .xiij. or. [et] sol'. Petær wiuæ [sun] .x. or. C Sulæthorp .i. bool .iiij. mr. Dns rex ht .xiij. or. henrich botwith [sun] .vi. or. [et] ij. sol'. Petær rand .vii. or.(...) \| Gundslevmagle (i Torkilstrup Sogn) 10 bol på 10 mark, kongen har 13 ører 1 solidus. Peder Viveson 10 ører. Sullerup (i Torkilstrup Sogn) 1 bol på 4 mark, kongen har 13 ører, Henrik Bovidson 6 ører og 2 solidus, Peder Rand 7 ører.(...) \| 65/155 \| \| C \| Bosæthorp .xv. or. Dns rex ht .xiiij. or. C Ketælscogh rex mr. [et] .v. sol'. C Brænningy litlæ .iiij. bool .viij. mr. Hænrich .vi. mr. Rex .i. or C Babæthorp .ii. bool. iiij. mr. Totu regis. C Farnæs .iiij. mr. C Brænningy .iiij. bool .viij. mr. Rex ht .iij. mr [et] dim. \| Bosæthorp (nedlagt 1354) 15 ører, kongen har 14 mark (øre?). Ketælscogh (ukendt), kongen har 1 mark 5 solidus. Lillebrænde 4 bol på 8 mark, Henrik har 6 mark, kongen 1 øre. Bårup (Barup) 2 bol på 4 mark, er helt kongens. Farnæs (i Gundslev Sogn) 4 mark. Maglebrænde 4 bol på 8 mark, kongen har 3½ mark. \| 65/155 \| \| \| (...)C Methæløsæ .v. bool vii. mr [et] dim. Rex ht .iii. mr. Petær magn [sun] .xv. or. Gorm .iij. mr .iij. or. min. C(...) \| Melse 5 bol på 7½ mark, kongen har 3 mark, Peder Magnusson 15 ører, Gorm 2 mark 5 ører. \| 66/156 \| | | |        |
| Descripcio cuiusdam partis falstria | Descripcio cuiusdam partis falstria | Beskrivelse af en vis del af Falster | 64/154 |
| F | Vvalnæs .x. bool .x. mrcar. Rex habet .iij. bool singula riter in silua. [et] viij. in uilla [et] dim. [et] ij. oras. | Vålse 10 bol på 10 mark. Kongen har 3 bol for sig i skoven og 8 mark 6 ører i byen. | 64/154 |
| C | Withbu nørræ. .ix. bool .xviii. mr. Woghæn h .xvi. sol'. dns Rex .iiij. mr [et] dim or. | Nørre Vedby 9 bol på 18 mark, Vogn har 16 solidus. Kongen 4 mark og ½ øre. | 64/154 |
| C | Gundræzslef maklæ .x. bool .x. mr. Dns rex ht .xiij. or. [et] sol'. Petær wiuæ [sun] .x. or. C Sulæthorp .i. bool .iiij. mr. Dns rex ht .xiij. or. henrich botwith [sun] .vi. or. [et] ij. sol'. Petær rand .vii. or.(...)                                                       | Gundslevmagle (i Torkilstrup Sogn) 10 bol på 10 mark, kongen har 13 ører 1 solidus. Peder Viveson 10 ører. Sullerup (i Torkilstrup Sogn) 1 bol på 4 mark, kongen har 13 ører, Henrik Bovidson 6 ører og 2 solidus, Peder Rand 7 ører.(...)                                                                     | 65/155 |
| C | Bosæthorp .xv. or. Dns rex ht .xiiij. or. C Ketælscogh rex mr. [et] .v. sol'. C Brænningy litlæ .iiij. bool .viij. mr. Hænrich .vi. mr. Rex .i. or C Babæthorp .ii. bool. iiij. mr. Totu regis. C Farnæs .iiij. mr. C Brænningy .iiij. bool .viij. mr. Rex ht .iij. mr [et] dim. | Bosæthorp (nedlagt 1354) 15 ører, kongen har 14 mark (øre?). Ketælscogh (ukendt), kongen har 1 mark 5 solidus. Lillebrænde 4 bol på 8 mark, Henrik har 6 mark, kongen 1 øre. Bårup (Barup) 2 bol på 4 mark, er helt kongens. Farnæs (i Gundslev Sogn) 4 mark. Maglebrænde 4 bol på 8 mark, kongen har 3½ mark. | 65/155 |
| | (...)C Methæløsæ .v. bool vii. mr [et] dim. Rex ht .iii. mr. Petær magn [sun] .xv. or. Gorm .iij. mr .iij. or. min. C(...) | Melse 5 bol på 7½ mark, kongen har 3 mark, Peder Magnusson 15 ører, Gorm 2 mark 5 ører. | 66/156 |

## Det historiske indhold
"Valdemars jordebog er det vigtigste kildeskrift til oplysning om Danmarks indre tilstand i middelaldren" (Nielsen 1873, s.II)
Kontinentale regnskabsbøger for kirkegods er kendt siden 800-tallet. Lignende lister kendes fra 1300-tallets skandinaviske jordebøger: "Ribe kapitels jordebog", "Århus Kannikebords Jordebog" og jordebogen for Sko kloster (sv) - det er også, sammen med kong Valdemars jordebog, de tidligste lokale godsoptegnelser.
Godsoptegnelsen i "Kong Valdemars jordebog" er omfattende, og understreges af at det er alle kongedømmets regioner der listes. En lignende optegnelse er den engelske Domesday Book fra 1086. I nyere moderne tid's tysk-sprogede litteratur er der tradition for at studere godsoptegnelserne fra tidlig middelalder og højmiddelalder under tematiseringen Grundherrschaft (de) (løst oversat:jordbesiddelse). Den tidligste kontinentale optegnelse for fyrstelige besiddelser er Codex Falkensteinensis (de) (ca. 1166).

### Skatte-taksering
Siden den ældre danske historietradition - Suhm 18. århundrede, Steenstrup 19. århundrede - har jordebogen været anset som vidnesbyrd for skattetaksering.
Steenstrups første part af "Studier over Kong Valdemars Jordebog" er en samlet fremstilling af jordebogens institutionelle baggrund. I sammenhængen forstås skat som en jordafgift, og takseringen står noget hen i det uvisse. Vurderingen af det historiske indhold som et embedsværk og en statslig eller og monarkisk skatte-taksering er ikke uden forbehold - blandt andet bør man "strax opgive den Tanke at kunne finde Ensartethed i Danmarks ældste Skatteforhold". Hertil kommer så mål og vægt på den tid ikke var faste størrelser, og den efterfølgende tid, 1300-tallet, bliver til en forfaldstid, hvor Kong Valdemars rige splittes. Dog er det Steenstrups samlede fremstilling, der her må fremhæves.
Hos Ulsig & Kjær hedder det med relation til plovtalslisten, "Det er jo i virkeligheden fantastisk, at der så tidligt som 1240 findes en dansk kilde, som vurderer en hel landsdels skattegrundlag herred for herred for udskrivning af en skat, ingen var fritaget for.", og længere nede på samme side, "I første halvdel af det 14. årh., hvor møntskatten for længst var opgivet, brugtes plovvurderingen af kongemagten ved pålæg af ekstraskatter".
Naturligvis bringer temaet 'skatte-matrikulation' et tal-teknisk materiale med sig, der også har sat sit præg på de historiske specialstudier, fra Erslevs værk "Valdemarernes storhedstid" (1898) til ex. Ulsigs artikel om "Befolkningsfald, landgildefald og jordpriser i det 14. århundrede" (2001). For et introducerende overblik til datidens mængde-vurderinger må henvises til Poul Rasmussens håndbog "Mål og vægt".

### Det kongelige kancelli
Formodningen om et dansk kancelli i det 12. og 13. århundrede underbygges blandt andet af vidnesbyrd om kansler-embedet (latin: cancellarius), og den term forekommer også i "Broderlisten". I Arups Danmarkshistorie fra 1925 ses jordebogen hhv. samlingsbindet "som et vidnesbyrd om, at kancelliet c. 1260 blev fastere organiseret", mens det hos Kroman kun bemærkes jordebogen tematisk "viser en direkte tilknytning til centraladministrationen og kancelliet". Her har hovedstykket formentlig "været benyttet gennem længere tid og har modtaget rettelser og tilføjelser". Også Jexlev forbinder godsoptegnelserne med et kancelli's virke. Her er synspunktet at samlingsbindet (»Codex Holmiensis A 41«) har været i brug, og specielt kalendariet kan sees som et typisk funktionelt element, for at datere kongelige breve, også jævnfør Jexlevs studie over kongebreve.
Ifølge Nielsen findes stykket om "Hallandslistens grænser" også i Vestgøtalagen (sv). Selvom der både er et tematisk og substantielt sammenfald mellem tekst-stederne, så viser afvigelserne snarere at der "fra dansk side stilledes krav, der ikke godkendtes fra svensk side". De nøjagtige omstændigheder for teksternes tilblivelse er ikke beskrevet.
Også relevant er den såkaldte diplomskrift. Den forekommer ikke i jordebogen men er kendt fra samtidige danske dokumenter. Diplomskriften har - ligesom kansler-embedet - en tradition der går ud over dansk historie. Den gotiske kursiv optræder i løbet af det 13. århundrede som afløser for den karolingiske diplomskrift (9-13. århundrede) der igen går tilbage til den merovingiske kancelliskrift. Ifølge Kroman er der palæografiske vidnesbyrd i jordebogen som indikerer forlægget til afskriften har været skrevet med diplomskrift.

### Falsterlistens optegnelse
Det er almindeligt antaget et så omfattende arbejde må være blevet gennemført under en eller anden form for organisation. Det betyder også tilblivelsen af optegnelserne hhv. enkelte afsnit i jordebogen, er et vigtigt tema.
Et lille filosofisk problem viser sig, idet C.A. Christensen mener det er apriorisk at antage en "kommission (...) har gennemført de krævende undersøgelser, der ligger bag fikseringen af tallene for de mere end 100 landsbyer.", når det faktisk er på baggrund af en udledt regelmæssighed i de optegnede beløb fra "Falsterlisten" at C.A. Christensen antager; det er så mere retvisende at tale om et heuristisk udgangspunkt. Med reference til bl.a. Paul Johansen (de) mener C.A. Christensen "Falsterlisten"s udseende afspejler kommissionens arbejdsforløb.
Vurderingen er udgået fra Egenseborg i den nordlige del af Falster og går herfra sydover til Gedser for herefter over Tingsted at vende tilbage til Egenseborg, og, med C.A. Christensen, kaldes de to geografiske støttepunkter, Egenseborg og gården i Gedser, hhv. kongsborg og kongsgård. I jordebogen findes termen curia for kongens gård i Gedser - latin: Getæsbu(...)pertinet ad curiam domini regis ("Falsterlisten"); latin: Getæsbu skuld(...)Curia ibidem(...) ("Hovedstykket").

### Bol og mark på Falster
I jordebogen støder man ofte på bol og mark. På Valdemarernes tid repræsenterede marken en pengestørrelse: 1 mr=8 øre = 24 ørtug = 288 penninge. Relationen mellem bol og mark repræsenterer en eller anden taksering, der ikke er helt ligetil at skildre. Her et eksempel fra "Falsterlisten":
I Melse angives 5 bol 7,5 mr.
Her har kongen 3 mr (72 ørtug),
Peder har 15 øre (45 ørtug) og
Gorm har 3 mr minus 3 øre, dvs. 2 mr 5 øre (63 ørtug).
Det giver ialt 180 ørtug og balancerer med de 7,5 mr. Men for at det skal gå op med 5 bol behøves en faktor-størrelse:
5 * x = 7,5 ⇒
x=1,5. En ottendedel bol - otting - kan så omregnes til pengeværdi:
en ottendedel mr, dvs. 1 øre eller 3 ørtug faktor 1,5 ⇒
4,5 ørtug.
Faktorstørrelsen varierer dog fra sted til sted. Landsbyens bolstørrelse havde først og fremmest en produktionsteknisk funktion, og repræsenterede ikke direkte en værdiansættelse. Den deskriptive fremstilling af landsbyens foranderlige bolstørrelse er et andet tema, men netop omregning viser sig at være en ledetråd i forståelsen af de tidlige godsoptegnelser.
Således i C. A. Christensens fokus er den matematiske konsekvens af de variable bolstørrelser, der udover at indikere ottingen som beregningsenhed frem for bol, også vedrører faktorstørrelsen: "Landsbyernes ørtug-tal er bestemt af den værdi, man har tillagt den enkelte otting. Denne værdiansættelse følger som regel et særpræget intervalsystem: 2-3-4-4½-6-7½-9(...)10½-12-15-16½-18-24" og "Det centrale problem bliver, hvorfor man i en række tilfælde har følt det som en naturlig ting at taksere ottingerne efter en talrække, der beherskes af en enhed på 1½ ørtug." Den eksakte udredning er sandt at sige vanskelig, og summarisk er C. A. Christensens analytiske resultat de 1½ ørtug indikerer relationen mellem den monetære enhed og mængdemålet pund - som igen kan transskriberes i både skæppe, læst og tønde. Det var med andre ord omregningen mellem naturalie-værdier - udtrykt i pund, skæppe, læst eller tønde - og pengebeløb der kom til at medføre den naturlige præference for faktor-intervallet på 1½-ørtug.
C.A. Christensens forskningsresultat er egentlig mere intrikat - den vigtige iagttagelse er identifikationen af "et pund eller 1/12 del af den lybske læst på 24 tønder" - men for redegørelsen heraf må henvises til C.A. Christensens egen fremstilling.

### Afgifter og taksering
Guldmarks-vurderingen
giver jordens værdi. Det valuare udgangspunkt er fra Jyske Lov: "Den bonde, som har mark guld eller mera, skall utreda tredingshafn(...)".
Rasmussen 1975 bruger ordsammenstillingen "guldvurdering", der ret beset betegner en guldvægt. Vurderingen er ikke redegjort som så, men bliver værdisat i guld. Det svarer til at omtale tyske priser som euro-vurderet og danske priser som krone-vurderet.
Hvor svært gennemskueligt vor tids beskrivelse af datidens gods-administration må siges at være kan her godtgøres med et citat: "Størrelsen og værdien af en mark gulds jord var ingenlunde den samme i de forskellige byer. Ikke desto mindre fremgår det bl.a. af Jyske Lov [håndfæstet 1241], at mark gulds jord har været benyttet som fast jordvurderings- og matrikuleringsenhed. "
Mark jord i skyld
latin: terra in censu, formentlig beregnet efter udsæd, giver et afgiftsbeløb.
Jordskylden kendes fra "Århus Kannikebords Jordebog" hvor det med forbehold er angivet om skyldsætningen på Sjælland at otte øre gør en bol (latin: Semper enim quasi per totam Sielandia census octo orarum facit unum bool).
Fra C.A. Christensens synspunkt repræsenterer jordskylden, som den findes angivet i kildeteksterne, et beregningsgrundlag for det afgiftspligtige beløb, men det fremgår ikke klart, hvordan denne tradition skal afgrænses i tid - dog er C.A. Christensens yngste eksempler fra 1300-tallet. Betegnelsen landgilde benyttes i øvrigt i den fremstillende litteratur traditionelt som synonym for jordskyld - også for optegnelserne i "Kong Valdemars Jordebog", se Erslevs "Valdemarernes storhedstid" (1898). Fra det 16. århundrede er det veldokumenteret fastsættelsen af landgilden var karakteriseret af forhandlingen mellem jordbesidderen og bønderne - i datidens sprog kaldt for "besigtigelse".
Som regel findes guldvurderingen i jordebogens optegnelser for Jylland og Fyn, mens jordskylden hører til Sjælland og Falster.
Navngivne afgifter
i datidens kildetekster kendes jævnfør 1200-tallets landskabslove:
- For inne, stud og leding: Skånske lov og Valdemars Sjællandske Lov;
- For inne og stud: Erik Glippings forordning af 1284 for Sjælland;
- For inne: Abels forordning af 1252.

Leding
, med dens to følgetermer hafnæ og quærsæt (havne, kværsæde), findes ofte i jordebogen.
Hafnæ går for at betegne en person, der hører til en skibsrede eller et skib, hvad der i jordebogen skrives som latin: naues, nauigio. Leding som så forekommer flere steder og skrives latin: expedicio. I den syntaktiske sammenhæng handler det om en værdisat fritagelse, det der ellers betegnes med quærsæt. Endvidere latin: exactio - et begreb lignende kværsæde der opkræves i byerne.
Stud
forekommer mindre hyppigt - i alt 11 gange. Stud skrives på dansk: stuth, studh, warstuth, warstud, winterstudh.
'Gæld'
Undtagelsesvis forekommer andre afgiftstyper: arngiald og garcætegiald ved Varnæs, samt mitsumærsgiald ved Helsingborg. Mht. termernes forekomst i jordebogen noterer Nielsen en borgplads ved Varnæs. Hos Steenstrup forbindes arnegæld og midsommersgæld med afgifter, der hører til en købstad. I parentes bemærket kendes den danske term 'købstad' fra 1400-tallet, mens den bagvedliggende latinske term ville forenses kendes fra 1300-tallet, leges forenses fra 1200-tallet. For en skematisk oversigt over skriftlige regulativer i det 13-16. århundrede, der vedrører byer i Jylland og Skåne samt på Fyn (1 stk), Ærø (2 stk), Falster (3 stk) og Sjælland, se G. Jacobsen's artikel - Varnæs, nær ved Åbenrå, findes ikke nævnt her.

#### Godsregnskabet
Det er ikke let at finde et overskueligt mønster i optegnelserne, og måske mangler her den konceptuelle skelnen mellem vurdering og afgift. Forsåvidt "Leding og inne bestod i ydelse af legemligt arbejde", så er det kun afgiftstyperne stud og jordskyld der kan siges at være indikeret med afgifts-beløbene, men forstået ud fra lovteksterne er stud en afgift i naturalier. Jordebogens afgiftsbeløb indikerer derfor en "bestræbelse for at samle indtægterne til en enhed for den lettere oversigts skyld", mens det alligevel også i jordebogen forekommer stud er specificeret i gæsteri eller naturalier.
O. Nielsen vurderer jordebogen først og fremmest skildrer kongens indtægter. Hos Nielsen skelnes mellem skat og afgift på den måde at skatten må forventes optegnet på en fuldstændig måde. Da omstændighederne for nedskrivningen af jordebogens tekst i øvrigt ikke er kendt bliver det til en ligning med 2 ubekendte - dvs. teksten kan være overleveret ufuldstændig. Nielsens synspunkt er at overleveringen er troværdig. Her bemærker Nielsen blandt andet hovedstykkets fragmentariske karakter, der alligevel optegner "så godt som alle større ejendomme, der siden i andre kilder nævnes som kongelige personers fædrenearv". Med troværdigheden fastslået finder Nielsen så, dels for "Hallandslisten"s tilsyneladende komplette optegnelse af antal bønder, at antals-summerne er inkomensurable med de sammesteds anførte beløbs-summer, dels for beløbs-størrelserne på Sjælland, som anført i "Hovedstykket", at de også er inkomensurable med den antageligt komplette optegnelse for plovtal på Sjælland jævnfør "Plovtalslisten".

## Manuskriptet
"Kong Valdemars jordebog" stammer fra et samlingsbind. Der kendes også en afskrift af samlingsbindet. Jordebogs-titelen forstås nogen gange som reference til samlingsbindet.
- Opbevaret i Rigsarkivet. »C 8«, også kendt som »Codex Holmiensis A 41«, »Codex ex-Holmiensis A 41« (ca. år 1300). Faksimile: Aakjær 1943. Jordebogen på læg 2-8 og læg 18.
- Opbevaret i Bremen. Ukendt dokument-navn (17. århundrede). En afskrift af »Codex Holmiensis A 41«.[67]

### Afskriften
Samlingsbindet er et kodeks i oktav-format, og menes oprindelig - dvs. afskrift og indbinding er nogenlunde samtidig.
Kodekset har 20 læg, hvoraf 5 er nummererede. Indbindingen har dog ikke fulgt nummereringen: Læg 2-5 er nummereret 1-4, og læg 18 nummereret 5. Vnouček observerer kun 4 nummererede læg.
Kodeksets sider er også nummereret med blyant.

#### Palæografiske observationer
På grund af variationer i skriftens udførelse er det muligt at slutte sig til afskriften har været fordelt på flere skrivere. Siden slutningen af 1800-tallet har der været delte meninger om hvor i teksten en ny skriver kom til og såvel også om antallet af skrivere. Senest har Kroman og M. Kristensen vurderet i alt 3 skrivere, dels på baggrund af en skærpelse af kriterierne for den palæografiske bedømmelse, men også hjulpet på vej af P.G. Thorsens observation fra 1852 at en af skriverne må kunne identificeres med den navngivne skriver frater Johannes Jutæ (dansk: Jens Jyde), fra »AM 455 12°« - en afskrift af de sjællandske love.
Noteringerne med blyant er vurderet som senere tilføjelser, og ligeledes identificerbare med en navngiven skriver, nemlig den lærde yngre Stephanius.

### Proveniens
Observationen at Jens Jyde er en af skriverne er overordentlig vigtig, for på den baggrund er afskriftens tilblivelse fæstnet i både tid og rum - dvs. cistercienser-klosteret i Sorø, omkring år 1300.
Der er ingen sikre belæg for at skriftet er blevet benyttet i middelalderen, ex. til forlæg for afskrift eller som kilde til information. Kun fra Peder Olsens skrifter (16. århundrede) kan der siges at være spor efter et kendskab til kodekset. Manuskriptet er i øvrigt forholdsvis ren for senere tilkomne notitser. Sådanne tilføjelser er et typisk indicium for at et manuskript har cirkuleret udenfor klosterets arkiver og omvendt er mangelen på samme et indicium for at manuskriptet ikke har cirkuleret.
Det er på den baggrund sandsynligt, at kodekset har været i Sorø, til Stephanius i det 17. århundrede har fået det til sin samling. Relationen til Stephanius er dels manuskriptets blyantsnotitser, dels en bemærkning af Stephanius i en publikation fra 1629 skrevet og udgivet i Leiden, der stærkt tyder på Stephanius er i besiddelse af manuskriptet. Det er sandsynligvis på denne tid kodekset er blevet afskrevet. Stephanius' tilknytning til Sorø-klosteret tæller også med. Hans far, den ældre Stephanius, var nemlig rektor for den uddannelsesinstitution som klosteret var omdannet til efter reformationen.
I slutningen af det 17. århundrede kommer manuskriptet i Johan Gabriel Sparfvenfeldts (sv) besiddelse. Mens det er mindre klart hvordan det skete, og hvad der gik forud, så er manuskriptets proveniens herfra nogenlunde sikkert dokumenteret.

#### Sparfvenfeldts udgave
Mens det står til troende at Sparfvenfeldt købte et håndskrift for 12 skilling i en københavnsk marskandiserbod, så er Kromans synspunkt at "der ikke kan være tvivl om, at det er Sparfvenfeldt, der har foretaget udskillelsen af jordebogslæggene" nok utvetydig, men ikke yderligere beskrevet. Om det nu er Sparfvenfeldt der har taget nogle læg fra «Codex Holmiensis A 41» og indbundet dem særskilt, så er det ved denne tid, omkring 1694, den egentlige historie begynder om kong Valdemars jordebog, der nu er et selvstændigt værk. Sparfvenfeldt skænker begge værker - det nu inkomplette samlingsbind samt de udtagne læg - til det svenske kongelige rigsantikvariat, der senerehen bliver del af det svenske kongelige bibliotek. Samlingsbindet kodificeres i rigsantikvariatet engang efter 1705, som Codex Holmiensis A 41, mens arkiveringen af de udtagne læg er ukendt.
I 1753 afskriver Langebek værket, men når kun at publicere nogle enkelte afsnit. Måske mere vigtigt er det at Langebek har navngivet værket i et brev: Kong Waldemari II Jordebog. Men titelen stammer faktisk fra en svensker, idet der ifølge med nogle disputats-forelæsninger i Lund 1744 blev udgivet "Extract af Kong Waldemars Jorde-bock, som är giord MCCXXXI". Udgivelsen betegner begyndelsen til "Offentlighedens kendskab til Kong Valdemars Jordebog". 1792 publiceres jordebogen i Danmark, efter Langebeks afskrift og under titelen Liber census Daniæ. Sparfvenfeldts udgave eksisterer indtil 1851, i hvilket år de udskilte læg atter indføjes i »Codex Holmiensis A 41«, ved bibliotekar Gustaf Edvard Klemming (sv).

#### Codex Holmiensis
I 1929 kommer samlingsbindet til København. Den svenske kodificering bibeholdes først, men kodekset er senere kodificeret »C 8«, pt. ved Rigsarkivet. Omkring 2012 blev kodekset omhyggeligt restaureret, og teksten forventes digitaliseret.

### Jordebogens afgrænsning
Kriterierne for jordebogens afgrænsning er ikke nærmere beskrevet, hverken hos Sparfvenfeldt eller Nielsen. Formentlig var det Sparfvenfeldt som udtog de nummererede læg og satte dem i rækkefølge, og ligeledes føjede læg 6 og 7 fra »Codex Holmiensis A 41« til det nye fragment. Nielsen har fulgt Sparfvenfeldts udgave og hertil tilføjet læg 8 fra »Codex Holmiensis A 41«. Det står klart at Nielsen formoder en indbyrdes relevans mellem tekstafsnittene; en relevans der hos Kroman prædikeres kameralistisk. Nielsen bemærker tankevækkende, at titlen "Kong Valdemars Jordebog" mest gælder de 3 første afsnit - ud af i alt 17 - mens titelen "Liber Census Daniæ" generelt er "mindre rigtig".
Det bemærkelsesværdigt tankevækkende er at bemærkningen forekommer som første sætning i indledningen til Nielsens udgave der bærer titelen "Liber Census Daniæ. Kong Valdemars jordebog". Afgrænsningen vandt alligevel hævd. Svend Aakjærs udgave, der også er den nyeste publikation, følger Nielsens afgrænsning. Hos Aakjær findes alle afsnittene gengivet, og udgivelsen omfatter hertil faksimiler af de udvalgte dele af »Codex Holmiensis A 41«.
Forståelsen af titlen er ikke helt gængs. Ex. Vnouček betegner Sparfvenfeldts udgave som "kong Valdemars jordebogs egentlige tekst", mens titlen - forkortet "KVC" (engelsk: King Valdemar's cadastre) - refererer til samlingsbindet. En skematisk oversigt over kodeksets læg, tekstafsnit og historik, inklusiv O. Nielsens version, findes hos Erik Kroman.

### Manuskriptets øvrige dele
I ubestemt orden, men ellers jævnfør Kroman 1936, s.48-51:
- "Valdemars årbog". Årbogen omtaler begivenheder fra 1074 til 1219. Forlægget er sandsynligvis blevet til omkring 1219 på basis af en samtidig årbog fra Lund. Afskriften i »Codex Holmiensis A41« er formentlig af senere dato.[89]
- Et kalendarium, en kongerække, en paverække samt en liste over kejser- og kongeriger
- Et testamenteuddrag fra Fyn skrevet med diplomskrift
- Et itinerarium (en) for sejladsen fra Ribe til Acaron (de), og et andet itinerarie for sejladsen fra Utlengi i Blekinge til Reval i Estland
- Kendte værker fra samtiden: "Provincialis" (ukendt forfatter); "Continuatio distinctonum, quas dominus Innocencius papa III composuit sub figuris de sacramentis" (ukendt forfatter); en teologisk afhandling af Alanus ab Insulis (de); "De regis filio captiuato", formentlig forfattet af Bernhard af Clairvaux; latinske vers af biskop Hildebert af Tours (de); 2. og 3. strofe af et digt fra biskop Marbod af Rennes (de); benediktinerordenens reformprogram udstedt af pave Gregor IX, men ufuldstændigt
- Pennetegningen "Kerubens vinger" der hører til Alanus ab Insulis

### Lignende samlingsbind
Samlingsbind med et så varieret indhold som »Codex Holmiensis A 41« er sjældne. Kroman nævner "Claus Billes rulle" fra samme periode, men bevaret i en senere afskrift. Samlingsbindet »UUB C 92«, ligeledes fra 1300-tallet, beskrives derimod som "ett renodlat historiskt samlingsverk".
- Opbevaret i Uppsala universitetsbibliotek. »C 92«, også »UUB C 92« (1290,1305,1320).
- Opbevaret i Uppsala. »De la Gardie 50« (16. århundrede). En afskrift af "Claus Billes rulle" (formodentlig 14. århundrede)

"The black book of the exchequer", som er et engelsk kodeks fra det 13. århundrede, fremhæves af Jexlev, idet dette håndskrift har en sikker proveniens der fører til det engelske kancelli. Til sammenligning med »Codex Holmiensis A 41« er det værd at bemærke "The black book of the exchequer" er blevet opdateret og taget i brug igennem 300 år. Kodekset har et blandet indhold - skattelister, talkolonner, kamerale notitser samt den juridiske afhandling "Dialogus de Scaccario" (en) - der ikke er særskilt beskrevet af Jexlev. Den indeholder også fire pennetegninger og et kalendarium der alle typemæssigt kan sammenlignes med de tilsvarende dele i »Codex Holmiensis A 41«. Specielt kombinationen af kalendarium, pennetegninger og kamerale tekster genfindes i flere engelske kodeks - deres navn og datering beskrives dog ikke.
Samlingsbindets formål og virke
Lauritz Weibull antog de enkelte læg i «Codex Holmiensis A 41» havde en særskilt brug, inden læggene blev bundet sammen i et kodeks, mens E. Kroman mener læggenes forskellighed må afspejle afskriften er blevet til over et længere tidsrum og at flere læg har været under udarbejdelse på samme tid. Senest har Vnouček atter antaget Weibulls ide om, at læggene har været benyttet enkeltvis, og Vnouček skriver også mere detaljeret om tilstanden af de enkelte læg.
Lige som Lovén's forståelse »UUB C 92«, forstår Kroman »Codex Holmiensis A 41« som en afspejling af datidens historiske interesse, suppleret med litterære værker samt påskønnelsen af jordebogens omfattende toponymiske materiale. Kroman sandsynliggør klosteret i Sorø, som et sted hvor "litterære sysler" og interessen for historiske og topografiske emner trivedes. Det er et synspunkt væsentligt baseret på den tids annalistiske tradition, hvorimod en direkte relation til valdemarernes kancelli ikke er plausibel, blandt andet på baggrund af den anvendte skrifttype samt formodentlige afskrivningsfejl.

### Jordebogens gængse versioner
- Nielsen, O., red. (1873), Liber Census Daniæ. Kong Valdemar den Andens Jordebog (PDF), København: G.E.C. Gads forlag (pdf søgbar)
- Aakjær, Svend, red. (1943), Kong Valdemars jordebog, vol. 1, København: Samfund til udgivelse af gammel nordisk litteratur

### Supplerende litteratur
- Albert Sandklef: "Hallands Bönder" (Særtryk af Hallands Historia Från äldsta tid till freden i Brömsebro 1645; Halmstad)
- Olaf Olsen (red.): Gyldendal og Politikens Danmarkshistorie, Bd. 4: Ole Fenger: "Kirker rejses alle vegne" (1050-1250); København 1989; ISBN 87-89068-06-8; s. 328-337
- Anders Andrén: "Städer och kungamakt - en studie i Danmarks politiska geografi före 1230" (Scandia, bind 49 (1983), nr 1)
- Poul Rasmussen: "Valdemars jordebog" (Kulturhistorisk Leksikon for nordisk middelalder; bind 19; 2. oplag; Rosenkilde og Bagger 1982; sp. 456-460)
- Gissel, Svend (1968), Landgilde og udsæd på Sjælland, Landbohistoriske skrifter, vol. 3, København: Landbohistorisk Selskab
- Svend Aakjær: "Måleenheder i landmål og jordvurdering i middelalderens Danmark" (Historie/Jyske Samlinger, Ny række, Bind 5 (1959); s. 275-303) Arkiveret 10. juni 2015 hos  Wayback Machine
- Chr.B.Graversen: Hallandslistens naturalieværdier" (Historisk Tidsskrift, 11. række, Bind 5; 1956)
- Runquist, Kjell (1950), "De medeltida danska jordvärderingsenhetarne med särskild anknytning til guldvärdering och skyldtaxation under valdemarstiden", Historisk Tidsskrift, 11 (3): 397-449, arkiveret fra originalen 26. marts 2016, hentet 15. november 2013
- Mogens Lebech: "Jyllands gamle Retskredse." (Historie/Jyske Samlinger, 5. række, Bind 2; 1935)
- Svend Aakjær (anmeldelse af): "Paul Johansen: Die Estlandliste des Liber Census Daniae. København og Reval 1933" (Historisk Tidsskrift, 10. række, Bind 2; 1932)
- Nørlund, Poul (1929), "De ældste Vidnesbyrd om Skyldtaxationen" (PDF), Historisk Tidsskrift, 9 (6): 54-95
- Sture Bolin: "Hallandslistan i kung Valdemars jordebok. En kritisk studie" i Projekt Runeberg  (Scandia, Bind 2 (1929), s. 161-228)
- Weibull, Lauritz (1916), Liber Census Daniæ - Kung Valdemars Jordebok, Lund: H.Hagerups forlag
- Kr. Erslev: Valdemars Jordebog: Hallandslisten og "Hovedstykket" (Historisk Tidsskrift, 8. række, Bind 6; 1915)
- Johannes Steenstrup: Studier over Kong Valdemars Jordebog; Kjøbenhavn 1874
- Johannes Steenstrup: "Ønavne" (Historisk Tidsskrift, 8. række, Bind 10; 1910)
- Ellen Jørgensen: "Regula St. Benedicti i „Kong Valdemars Jordebog'." (Historisk Tidsskrift, Bind 8. række, 1; 1907)
- Johannes C. H. R. Steenstrup: "Nogle Bidrag til vore Landsbyers og Bebyggelsens Historie" (Historisk Tidsskrift, 6. række, Bind 5; 1894)
- Kr. Erslev: "Kong Valdemars jordebog og den nyere kritik" (Historisk Tidsskrift, 4. række, Bind 5; 1875)

Estisk
- Tiina Kala: "Liber Census Daniae ja/või "Codex Ex-Holmensis"?" (Tuna 1, 2005; s. 22-31)

## Eksterne links
- Sara Risberg (red.), "Utgivning DMS", Vår utgivning / Det medeltida Sverige, Riksarkivet – via riksarkivet.se